# Silence (album de Stephan Eicher)
Pour les articles homonymes, voir Silence (homonymie).
Albums de Stephan Eicher
I Tell This Night
(1985) My Place
(1989)
Silence est le quatrième album studio de Stephan Eicher, sorti chez Barclay en 1987. Il contient l'un des tubes en France du chanteur, Combien de temps ?, composé par la comédienne Corinne Dacla, qui a fait une apparition dans le clip du chanteur, celui de Two People in a Room, en 1985.

## Liste des pistes
1. Tomorrow will be your Day
2. Langue au chat
3. Silence
4. Leave it like it was
5. Combien de temps ?
6. Save me
7. Little death
8. Bend & break
9. Der weg zu zweit

## Classement
| Classement (1987)            | Meilleure place |
| ---------------------------- | --------------- |
| Suisse (Schweizer Hitparade) | 3               |